# Newham, Ellingham
Newnham är en ort i civil parish Ellingham, i grevskapet Northumberland i England. Orten är belägen 15 km från Alnwick. Newham var en civil parish 1866–1955 när det uppgick i Ellingham. Civil parish hade 111 invånare år 1951.